# Jeremiah Mordi
Jeremiah Iyke Mordi (Lagos, 7 gennaio 1993) è un cestista nigeriano con cittadinanza statunitense.

## Palmarès
- NBL Canada: 1

London Lightning: 2022-23